# Cosmopterix ingeniosa
Cosmopterix ingeniosa là một loài bướm đêm thuộc họ Cosmopterigidae. Loài này có ở Ấn Độ.